# Marosvölgyi Előd
Marosvölgyi Előd (Budapest, 1997. december 17. –) magyar színész és kliprendező.

## Élete
2012–2016 között a Kápolnásnyéki Vörösmarty Mihály Általános Iskola és Gimnázium drámatagozatán tanult. Első színpadi szerepe Kreón volt Szophoklész Antigoné című darabjában. 2016 óta a Pázmány Péter Katolikus Egyetem Jog- és Államtudományi Kar hallgatója. Az egyetem első évében kezdett el videóklipeken dolgozni, mint rendező és látványtervező. 2021-ben tért vissza a színészethez.

## Sorozatszerepei
| Év   | Cím                            | Szerep               | Megjegyzés     |
| ---- | ------------------------------ | -------------------- | -------------- |
| 2021 | FBI: International             | US Marine #1         | Mellékszereplő |
| 2022 | Keresztanyu                    | Suhanc               | Mellékszereplő |
| 2022 | Drága örökösök – A visszatérés | Casino biztonsági őr | Mellékszereplő |
| 2024 | …a szomszéd tehene             | Csabi                | Epizódszereplő |

## Filmszerepei
| Év   | Cím                | Szerep        | Megjegyzés     |
| ---- | ------------------ | ------------- | -------------- |
| 2022 | Akarsz-e játszani? | Biztonsági őr | Mellékszereplő |

## Videóklipek
| Év   | Cím                                                  | Megjegyzés                       |
| ---- | ---------------------------------------------------- | -------------------------------- |
| 2017 | Watch My Dying: Az elválasztás kora                  | Rendező, Látványtervező          |
| 2017 | KENSHIRO+: You're Gonna Carry That Weight            | Rendezőasszisztens               |
| 2018 | Z!GOR: Brood                                         | Rendezőasszisztens, Világosító   |
| 2018 | KENSHIRO+: Nora Fries                                | Rendező, Látványtervező          |
| 2018 | Panama Company: When You Dance                       | Rendező, Látványtervező          |
| 2020 | Evolvo: Narancssárga km. Szeiler Bálint (Tündérvese) | Világosító                       |
| 2022 | Bambi: Cigarette                                     | Rendező, Látványtervező, Színész |